# Christine Haas
Pour les articles homonymes, voir Haas.
 (juillet 2016).
Christine Haas est une astrologue française.

## Biographie
Elle est la sœur d'Élisabeth Haas, ex-épouse de Michel Sardou, et donc la tante de l'acteur Davy Sardou et de l'écrivain Romain Sardou.
Elle fut l'épouse de Jean-Michel Rivat (sa séparation avec Jean-Michel Rivat inspira en partie à celui-ci le texte de la chanson Les Divorcés, interprétée par Michel Delpech) et de Jean-Loup Lafont.

## Carrière
Ses prévisions astrologiques sont quotidiennement diffusées sur la radio RTL,,,. Elle écrit régulièrement des rubriques astrologiques dans les médias tels que TV Magazine (supplément télévision du groupe Le Figaro),  Télé 7 jours et Version Fémina. Elle utilise également une chaîne YouTube crée en septembre 2017.
Elle coanime également l'émission d'astrologie Quel est votre signe ? sur RTL avec Laëtitia Nallet diffusée l'été et lors des fêtes de fin d'année.

## Publications
- Astro Bébé : Comment l'astrologie peut vous aider à développer au mieux la personnalité de votre enfant,  éd. Hors Collection, avril 2005
- 2 minutes 35 de bonheur,  éd. Hors Collection, mars 2009